# Henri Emmanuelli

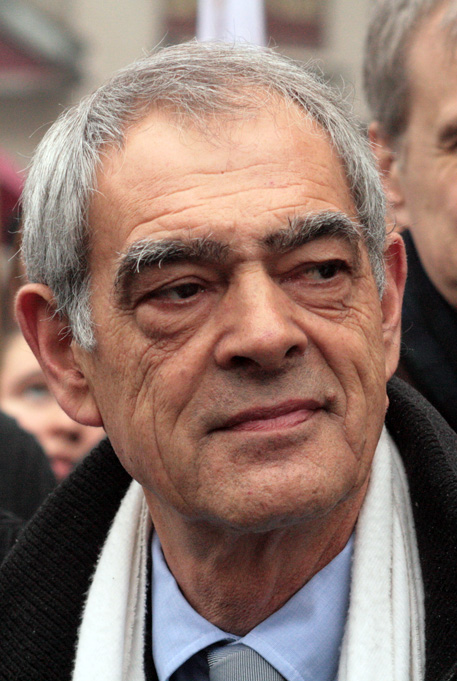
Henri Emmanuelli, 2007.

Henri Emmanuelli, född 31 maj 1945 i Eaux-Bonnes i Pyrénées-Atlantiques, död 20 mars 2017 i Bayonne i Pyrénées-Atlantiques, var en fransk socialistpolitiker.  
Han var förstesekreterare för socialistiska partiet 1994-1995 och kandiderade för att bli partiets kandidat i presidentvalet 1995 men förlorade mot Lionel Jospin. Emmanuelli ansågs tillhöra partiets vänsterflygel. 